# Helcogramma springeri
Helcogramma springeri es una especie de pez de la familia Tripterygiidae en el orden de los Perciformes.

## Morfología
• Los machos pueden llegar alcanzar los 3,4 cm de longitud total.

## Hábitat
Es un pez de mar y de clima tropical que vive 3-10 m de profundidad.

## Distribución geográfica
Se encuentra en las Filipinas, Indonesia Nueva Guinea Vanuatu, Australia y Islas Salomón.